# Шарговац
Шарговац (серб. Шарговац) —  населённый пункт (посёлок) в общине Баня-Лука (Град Баня-Лука), который принадлежит энтитету Республике Сербской, Босния и Герцеговина. Расположен к северу от города Баня-Лука.

## Население
Численность населения посёлка Шарговац по переписи 2013 года составила 3 171 человек.
Этнический состав населения населённого пункта по данным переписи 1991 года:
- хорваты — 1.098 (83,62 %),
- сербы — 136 (10,35 %),
- югославы — 34 (2,58 %),
- боснийские мусульмане — 7 (0,53 %),
- прочие — 38 (2,89 %),
- всего — 1.313.